# Ascent Abort-2
Ascent Abort-2 (AA-2) — випробування системи аварійного порятунку космічного корабля НАСА «Оріон».
Випробування відбулися після тесту «Оріону» Pad Abort-1 у 2010 році та Exploration Flight Test 1 у 2014 році, під час якого капсула вперше полетіла в космос. Випробування передує польоту «Оріона» навколо Місяця без екіпажу в рамках місії «Артеміда-1» і прокладає шлях для використання «Оріона» людьми в наступних місіях програми «Артеміда».
Тестовий політ відбувся 2 липня 2019 року о 07:00 ET (11:00 UTC). Політ пройшов успішно, система припинення запуску спрацювала, як і було заплановано.

## Ключові моменти місії
Випробувальна капсула «Оріон», аеродинамічно схожа на капсулу, що випробувана в космосі, але не має повних функцій, була запущена з космічного стартового комплекск 46 на мисі Канаверал за допомогою спеціально створеного прискорювача Orion Abort Test Booster (ATB). Прискорювач став перший ступінь ракети Peacekeeper (SR118), придбаної у Повітряних сил США і модифікований для місії Orbital ATK/Northrop Grumman, подібної до першого ступеню ракети-носія Minotaur IV, отриманої від Peacekeeper. Мета місії полягала в тому, щоб продемонструвати та кваліфікувати систему аварійного порятунку «Оріону», яка дозволить екіпажу астронавтів безпечно врятуватися в разі надзвичайної ситуації на стартовому майданчику на етапі підйому корабля «Оріон».
Систему аварійного порятунку було налаштовано на активацію приблизно через 55 секунд підйому на висоті 9400 м, поблизу точки максимального динамічного опору, поки ракета-носій ще працювала. Парашутну систему на модулі екіпажу не встановлювали, оскільки вони дуже дорогі та вже неодноразово перевірені. Випробувальний виріб передавав телеметричні дані під час свого польоту, і в якості резервного копіювання 12 реєстраторів даних були викинуті парами під час його зниження, починаючи приблизно через 20 секунд після відділення капсули від зупиненого двигуна. Їх підняли з Атлантичного океану.